# Manitoba Moose
Die Manitoba Moose sind ein kanadisches Eishockeyfranchise aus Winnipeg, Manitoba, das der American Hockey League angehört und als Farmteam der Winnipeg Jets fungiert. Die Heimspielstätte der Moose ist das Canada Life Centre.

## Geschichte
1996 siedelte das Team von St. Paul, Minnesota nach Winnipeg über, um die leerstehende Winnipeg Arena zu nutzen. Zunächst waren die Manitoba Moose ein Mitglied der IHL, wo sie unter ihrem Head Coach Randy Carlyle, einem ehemaligen Winnipeg Jets-Spieler, einen bescheidenen Erfolg in der Saison und den Playoffs verzeichneten.
Als sich die IHL auflöste, traten die „Elche“ der American Hockey League (AHL) bei und wurden zum Farmteam der Vancouver Canucks. Darüber hinaus wurde ihr neuer Trainer der ehemalige Canucks-Spieler Stan Smyl. Später löste ihn Randy Carlyle aber wieder ab. Im November 2004 bekam das Team ein neues Gesicht: Zum einen wurde das jetzige Logo gestaltet, andererseits wurde der 15.015 Zuschauer fassende Bell MTS Place (bis 2017: MTS Centre) fertiggestellt.
Während des NHL Lockouts in der Saison 2004/05 spielten einige NHL-Spieler in der AHL und die Teams standen im Mittelpunkt des Eishockeygeschehens in Nordamerika. Aus diesem Grund und weil die Manitoba Moose sowohl eine gute reguläre Saison gespielt hatten, als auch in den Play-offs überzeugten, erreichte das Team sehr hohe Zuschauerzahlen. In der Saison waren pro Spiel durchschnittlich 8.626 Fans anwesend, in den Play-offs sogar 9.568. Damit hatte Winnipeg nach der Verlegung der Winnipeg Jets nach Phoenix wieder ein beliebtes Eishockeyteam erhalten. Das MTS Centre war außerdem Austragungsort des AHL All-Star Classic und verbuchte einen All-Star-Game Zuschauerrekord mit 15.015.
2011 wurde das Franchise nach St. John’s in die Provinz Neufundland und Labrador umgesiedelt, wo es fortan als St. John’s IceCaps firmierte. Bereits nach vier Jahren jedoch kehrte man zum alten Namen und zu alter Wirkungsstätte zurück und teilt sich dort den Bell MTS Place mit den Winnipeg Jets.

## Erfolge und Ehrungen

### Franchiserekorde

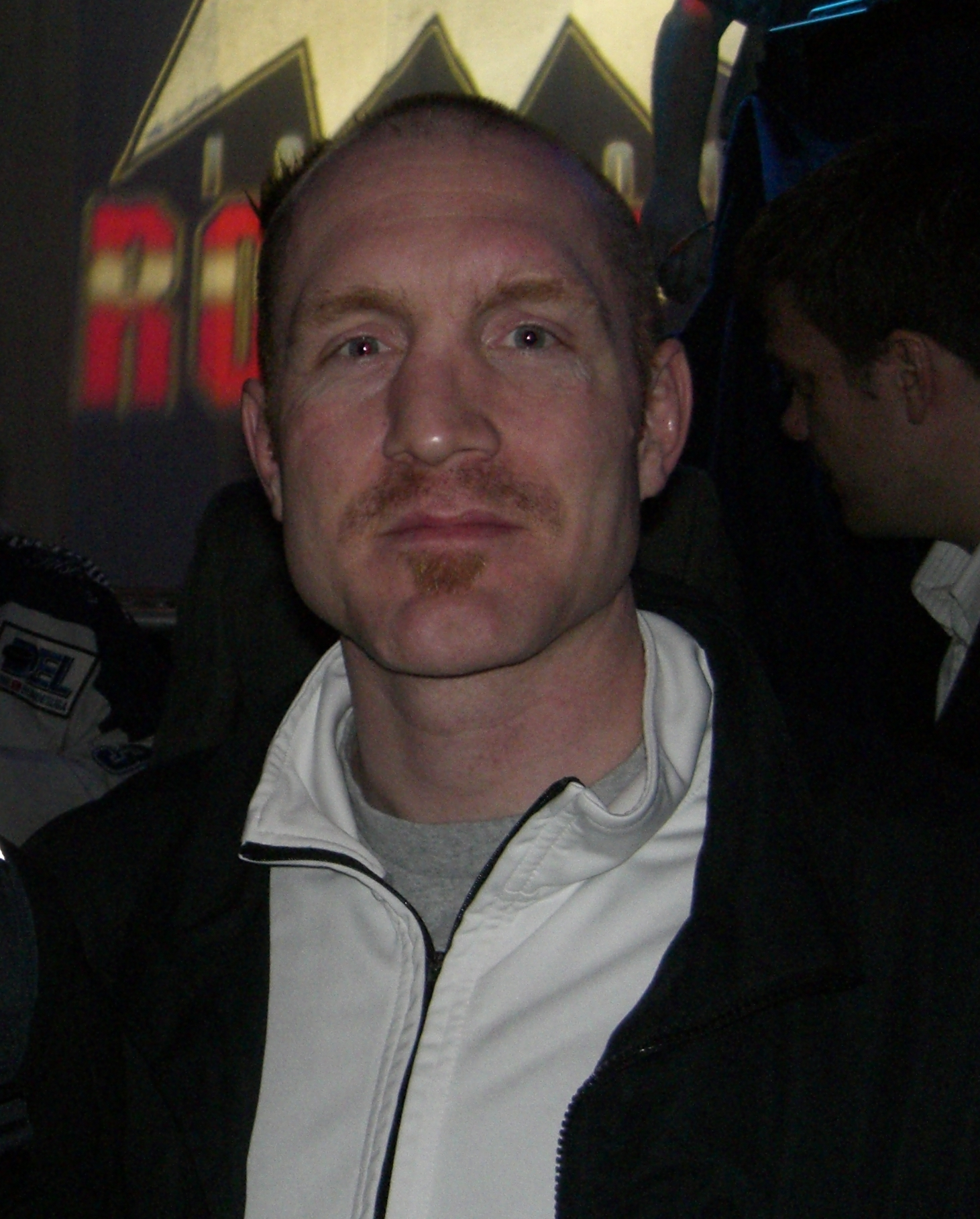
Jimmy Roy hält diverse Karriererekorde der Moose

#### Karriere
|                           | Name        | Anzahl                       |
| Meiste Spiele             | Jimmy Roy   | 603 (in 9 Spielzeiten)       |
| Meiste Tore               | Jimmy Roy   | 102                          |
| Meiste Vorlagen           | Brett Hauer | 193                          |
| Meiste Punkte             | Brett Hauer | 251 (58 Tore + 193 Vorlagen) |
| Meiste Strafminuten       | Jimmy Roy   | 1434                         |
| Meiste Siege als Torhüter | Alex Auld   | 69                           |
| Meiste Shutouts           | Alex Auld   | 10                           |

#### Saison
|                        | Name           | Anzahl                      | Saison  |
| Meiste Tore            | Scott Thomas   | 45                          | 1998/99 |
| Meiste Vorlagen        | Stéphane Morin | 81                          | 1994/95 |
| Meiste Punkte          | Stéphane Morin | 114 (33 Tore + 81 Vorlagen) | 1994/95 |
| Meiste Strafminuten    | Wade Brookbank | 285                         | 2004/05 |
| Bester Gegentorschnitt | Drew MacIntyre | 2.17                        | 2006/07 |
| Beste Fangquote        | Drew MacIntyre | 92,2 %                      | 2006/07 |

### Saisonstatistik
Abkürzungen: GP = Spiele, W = Siege, L = Niederlagen, T = Unentschieden, OTL = Niederlagen nach Overtime SOL = Niederlagen nach Shootout, Pts = Punkte, GF = Erzielte Tore, GA = Gegentore
| Saison  | GP | W  | L  | T  | OTL | SOL | Pts | GF  | GA  | Platz         | Playoffs                                                |
| 1996/97 | 82 | 32 | 40 | —  | 10  | —   | 74  | 262 | 300 | 5., Midwest   | nicht qualifiziert                                      |
| 1997/98 | 82 | 39 | 36 | —  | 7   | —   | 85  | 269 | 254 | 4., Northwest | Niederlage in der ersten Runde, 0:3 Chicago             |
| 1998/99 | 82 | 47 | 21 | —  | 14  | —   | 108 | 269 | 236 | 2., Midwest   | Niederlage in der ersten Runde, 0:3 Chicago             |
| 1999/00 | 82 | 37 | 31 | —  | 14  | —   | 88  | 227 | 237 | 5., West      | Niederlage in der Playoff-Qualifikation, 0:2 Long Beach |
| 2000/01 | 82 | 39 | 31 | —  | 12  | —   | 90  | 222 | 230 | 3., West      | Niederlage in der zweiten Runde, 2:4 Chicago            |
| 2001/02 | 80 | 39 | 33 | 4  | 4   | —   | 86  | 270 | 260 | 4., Canadian  | Niederlage in der ersten Runde, 1:3 Bridgeport          |
| 2002/03 | 80 | 37 | 33 | 8  | 2   | —   | 84  | 229 | 228 | 2., Canadian  | Niederlage in der zweiten Runde, 3:4 Hamilton           |
| 2003/04 | 80 | 32 | 35 | 11 | 2   | —   | 77  | 214 | 232 | 6., North     | nicht qualifiziert                                      |
| 2004/05 | 80 | 44 | 26 | —  | 7   | 3   | 98  | 243 | 210 | 3., North     | Niederlage in der dritten Runde, 0:4 Chicago            |
| 2005/06 | 80 | 44 | 24 | —  | 7   | 5   | 100 | 243 | 217 | 3., North     | Niederlage in der zweiten Runde, 3:4 Grand Rapids       |
| 2006/07 | 80 | 45 | 23 | —  | 7   | 5   | 102 | 232 | 201 | 1., North     | Niederlage in der zweiten Runde, 2:4 Hamilton           |
| 2007/08 | 80 | 46 | 27 | —  | 3   | 4   | 99  | 236 | 197 | 3., North     | Niederlage in der ersten Runde, 2:4 Syracuse            |
| 2008/09 | 80 | 50 | 23 | —  | 1   | 6   | 107 | 239 | 188 | 1., North     | Niederlage im Finale um den Calder Cup, 2:4 Hershey     |
| 2009/10 | 80 | 40 | 33 | —  | 5   | 2   | 87  | 204 | 232 | 4., North     | Niederlage in der ersten Runde, 2:4 Hamilton            |
| 2010/11 | 80 | 43 | 30 | —  | 1   | 6   | 93  | 220 | 210 | 3., North     | Niederlage in der zweiten Runde, 3:4 Hamilton           |

### Nicht mehr zu vergebende Trikotnummern

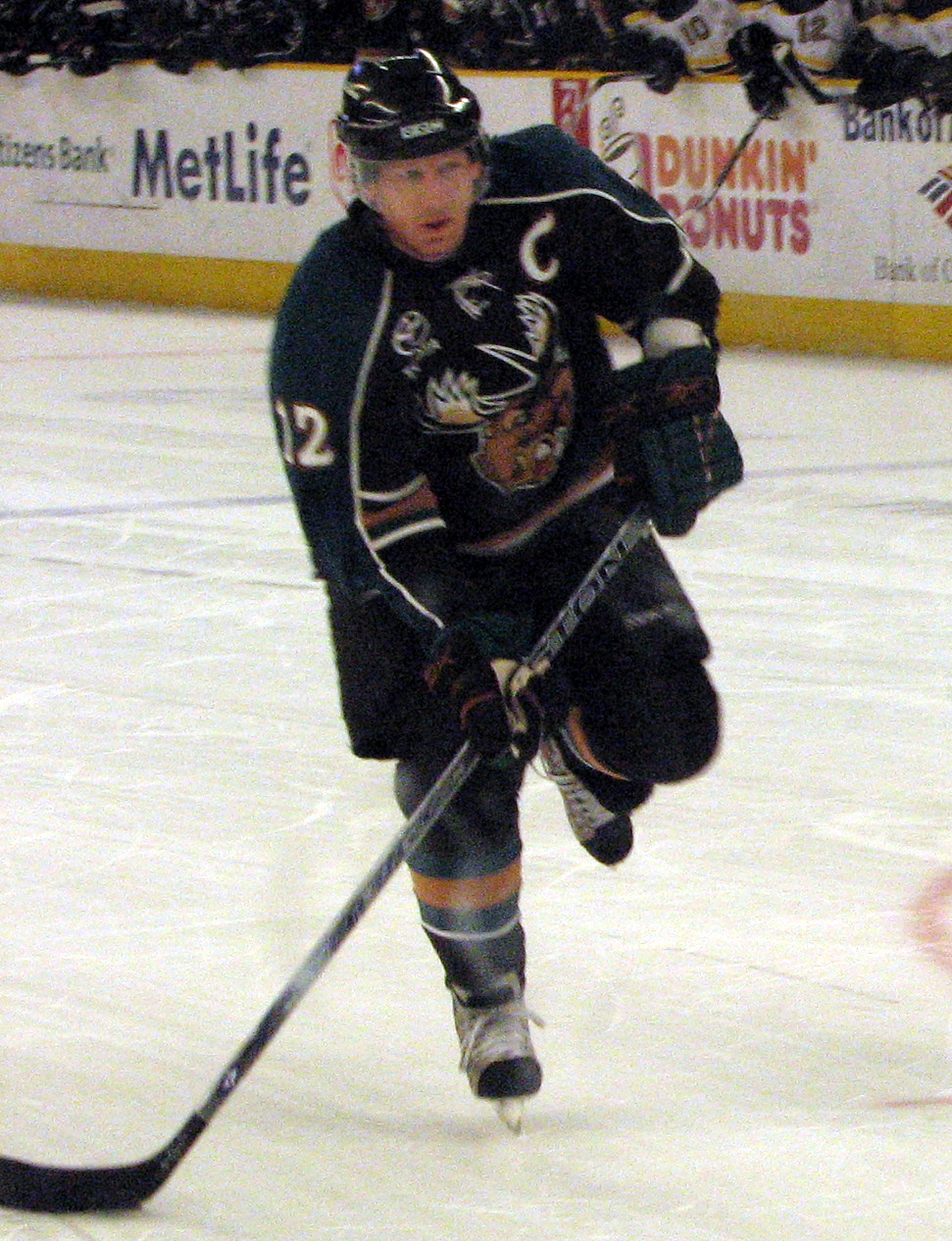
Mike Keane (2009)

Die einzige Nummer der Manitoba Moose, die nicht mehr vergeben wird, ist die Trikotnummer 12 von Mike Keane. Er spielte von 2005 bis 2010 in Winnipeg und hatte während dieser Zeit das Amt des Mannschaftskapitäns inne. Der Rechtsaußen war eine feste Größe in der Mannschaft der Moose und wurde 2007 mit dem Fred T. Hunt Memorial Award ausgezeichnet. Der dreifache Sieger des Stanley Cup beendete nach der Saison 2009/10 seine Spielerlaufbahn bei den Moose. Im Februar 2011 sperrte das Franchise seine Rückennummer 12.

## Mannschaftskapitäne
- Randy Gilhen 1996/97
- Scott Arniel 1997–1999
- Brian Chapman 1999–2003
- Dallas Eakins 2003/04
- Nolan Baumgartner 2004/05
- Mike Keane 2005–2010
- Nolan Baumgartner 2010–2011

## Trainer
- Jean Perron 1996/97*
- Randy Carlyle 1997–2001*
- Stan Smyl 2001–2004
- Randy Carlyle 2004/05
- Alain Vigneault 2005/06
- Scott Arniel 2006–2010
- Claude Noël 2010–2011

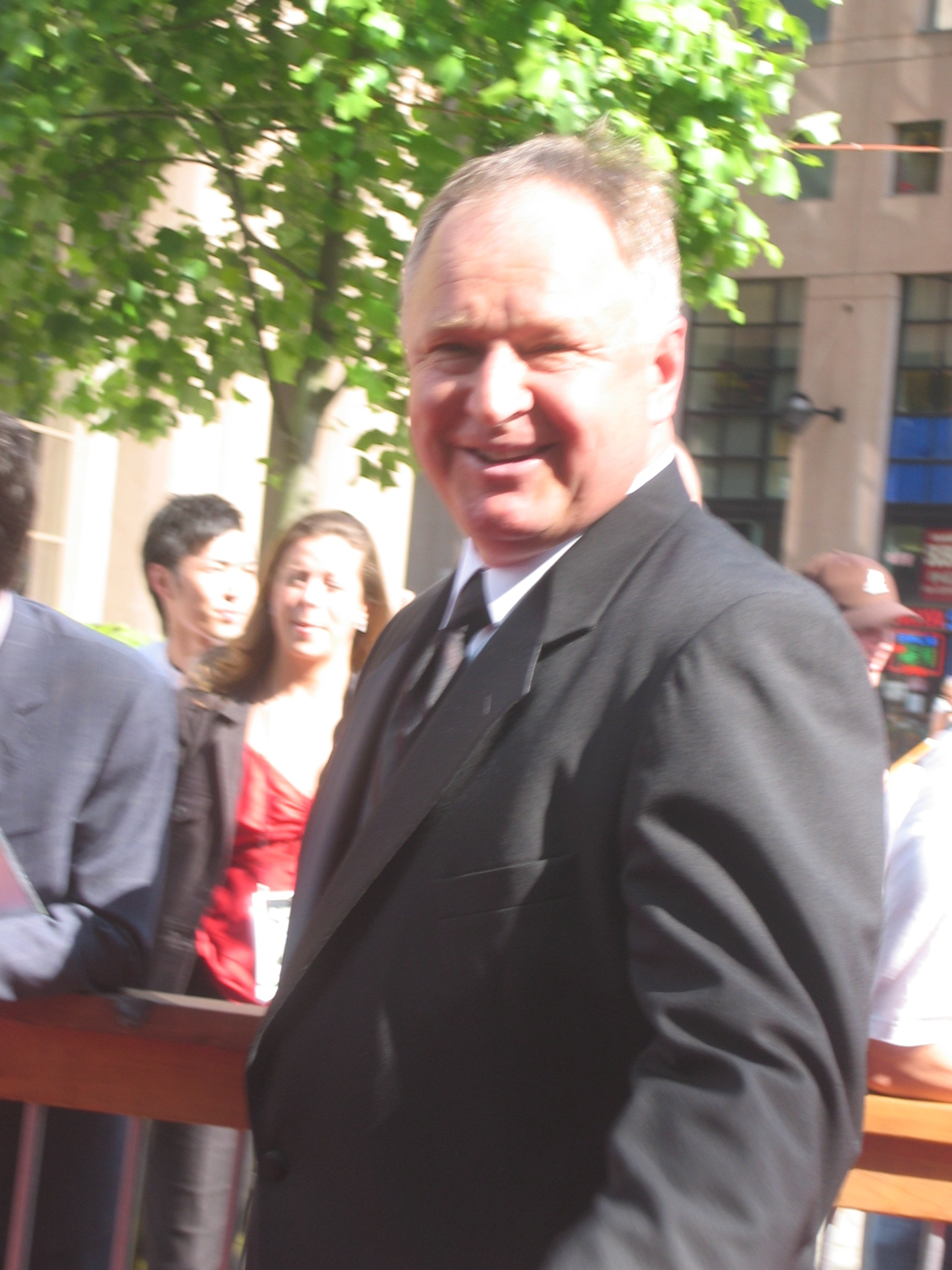
Randy Carlyle, ehemaliger Cheftrainer der Moose

* Wechsel während der laufenden Saison;

## Bekannte ehemalige Spieler
- Alex Auld
- Nolan Baumgartner
- Ryan Bayda
- Kevin Bieksa
- Tyler Bouck
- Luc Bourdon
- Alexandre Burrows
- Sven Butenschön
- Fjodor Fjodorow
- Wade Flaherty
- Michael Grabner
- Josh Green
- Lee Goren
- Jeff Heerema
- Pat Kavanagh
- Steve Kariya
- Mike Keane
- Ryan Kesler
- Jason King
- Tomáš Mojžíš
- Justin Morrison
- Brad Moran
- Tyler Moss
- Greg Rallo
- Ryan Ready
- Brandon Reid
- Jimmy Roy
- Andre Savage
- Nathan Smith
- Zack Smith
- Herberts Vasiļjevs
- Sean Pronger